# Alfred Bonzon
Alfred Bonzon (Morges, 4 april 1873 - Territet, 23 oktober 1925), was een Zwitsers politicus.
Alfred Bonzon bezocht het gymnasium te Genève en studeerde daarna rechten in Lausanne. Van 1897 tot 1898 werkte hij bij de juridische afdeling van een Franse spoorwegmaatschappij in Parijs, daarna werkte hij voor de juridische afdeling van de Jura-Simplon-Spoorweg. In 1902 werd hij secretaris op het Departement van Posterijen en Spoorwegen.
Alfred Bonzon werd in 1910 tot tweede vicekanselier gekozen. Hij volgde hiermee Charles-Joseph Gigandet op. Hij bleef vicekanselier tot 1918, maar was in 1915 reeds (vanwege de Eerste Wereldoorlog) van zijn feitelijke taken als vicekanselier vrijgesteld.
Alfred Bonzon stond gedurende de Eerste Wereldoorlog aan het hoofd van de Société suisse de surveillance économique, een organisatie die de handel tussen Zwitserland en de centrale mogendheden controleerde.
Alfred Bonzon werkte na de Eerste Wereldoorlog voor de Volkenbond en werd regelmatig voor een missie naar het buitenland uitgezonden. Tijdens een missie in Griekenland zwaar ziek en moest naar Zwitserland terugkeren. Hij overleed op 23 oktober 1925 in Territet, korte tijd na zijn terugkeer in Zwitserland.